# Kiribati en los Juegos Paralímpicos de París 2024
Kiribati estuvo representado en los Juegos Paralímpicos de París 2024 por un deportista masculino. El equipo paralímpico kiribatiano no obtuvo ninguna medalla en estos Juegos.